# Ncuti Gatwa
Ncuti Gatwa (* 15. října 1992 Rwanda) je skotský herec. Proslavil se rolí černošského homosexuálního studenta Erica Effionga v seriálu Sexuální výchova. Za jeho výkon se mu dostalo velké chvály od kritiků, kteří vyzdvihovali, že svým hereckým výkonem na sebe strhl ve většině scén veškerou pozornost.
Dne 8. května 2022 oznámila společnost BBC, že se Gatwa stane nástupcem postavy Doctora v populárním seriálu Pán času (Doctor who). V seriálu hraje 15. Doctora. Vystřídal herečku Jodie Whittaker. 

## Životopis
Narodil se ve Rwandě do rodiny rwandských rodičů. Jeho otec Tharcisse Gatwa je novinář a má titul Ph.D. z teologie. Vyrůstal ve skotských městech Edinburgh a Dunfermline. Studoval herectví na Skotské královské konzervatoři v Glasgow. Tam v roce 2013 a získal titul BcA.
V roce 2019 se objevil spolu s Gillian Anderson, Asou Butterfieldem a Emmou Mackey v komediálním a dramatickém seriálu Sexuální výchova, který produkoval Netflix.

## Filmografie
| Rok         | Název            | Role         | Poznámky             |
| ----------- | ---------------- | ------------ | -------------------- |
| 2014        | Bob Servant      | zákazník     | 1 díl                |
| 2015        | Stonemouth       | Dougie       | 2 díly               |
| 2019 – 2023 | Sexuální výchova | Eric Effiong | hlavní role, 32 dílů |
| 2022        | Doctor who       | Doctor       | hlavní role          |

## Ocenění a nominace
| Rok  | Cena             | Kategorie                                 | Práce            | Výsledek |
| ---- | ---------------- | ----------------------------------------- | ---------------- | -------- |
| 2019 | Filmové ceny MTV | nejlepší průlomový herecký výkon          | Sexuální výchova | nominace |
| 2019 | Filmové ceny MTV | nejlepší polibek (s Connorem Swindellsem) | Sexuální výchova | nominace |